# Shaun Greatbatch
Shaun Greatbatch (Newmarket, 13 juli 1969 – 5 juni 2022) was een Engels darter. 
Zijn bijnaam luidde Nine Dart Man. Greatbatch had deze bijnaam te danken aan het feit dat de eerste darter was die live op televisie een 9-darter gooide. Hij deed dit in de finale van de Dutch Open in 2002, in een wedstrijd tegen Steve Coote.

## Loopbaan
Bij de International Darts League 2003 verloor hij in de kwartfinale van Andy Fordham. Bij het World Professional Darts Championship 2006 won hij in de eerste ronde van de Nederlander Niels de Ruiter. In de tweede ronde speelde hij tegen de Deen Per Laursen, waarna eveneens Paul Hanvidge van hem verloor in de kwartfinale. Hij werd in de halve finale uitgeschakeld door de latere winnaar Jelle Klaasen. Bij de vier voorgaande edities in Frimley Green sneuvelde Greatbatch telkenmale in de eerste ronde.
Bij Greatbatch werd in 2008 beenmergkanker geconstateerd. Als gevolg daarvan stopte hij met darten. Hij speelde zijn laatste profwedstrijd op het World Professional Darts Championship 2009. Hij verloor in de eerste ronde van John Walton met 3-0 in sets. Bij het verlaten van het podium vormde het deelnemersveld inclusief de vrouwelijke darters een erehaag.
Shaun Greatbatch probeerde het darten weer op te pakken maar hij wist zich niet te kwalificeren voor Lakeside 2010. Wel was hij als toeschouwer aanwezig. 

## Overlijden
Greatbatch overleed op 5 juni 2022 op 52-jarige leeftijd.

## Resultaten op Wereldkampioenschappen

### BDO
- 2001: Laatste 32 (verloren van Ted Hankey met 0-3)
- 2003: Laatste 32 (verloren van Colin Monk met 0-3)
- 2004: Laatste 32 (verloren van James Wade met 0-3)
- 2005: Laatste 32 (verloren van Mike Veitch met 2-3)
- 2006: Halve finale (verloren van Jelle Klaasen met 3-6)
- 2007: Laatste 16 (verloren van Tony Eccles met 0-4)
- 2008: Laatste 32 (verloren van Martin Phillips met 1-3)
- 2009: Laatste 32 (verloren van John Walton met 0-3)